# Kristianisering
Kristianisering är en process där redan existerande förkristna fenomen (sedvänjor, religiösa föreställningar, traditioner, kultplatser) utan egentlig koppling till kristendom, stöps om till en kristen dräkt. Kristianisering var ett vanligt fenomen vid kristendomens införande i Norden från cirka år 1000.

## Bakomliggande orsaker
Fenomenet kan sägas ha haft två huvudorsaker:
1. Det orsakade mindre motstånd att införa den nya kristendomen genom att bygga den på gamla traditioner, än genom att skapa helt nya.
2. Kristianiseringen var ett sätt att "ladda ur" förkristna fenomen och göra dem mindre synliga, genom att "dölja dem" i kristen dräkt. Ett exempel på det senare är julen, som hade en så stark ställning att man var tvungen att inlemma högtiden i den nya religionen, trots att något julfirande ursprungligen inte existerade inom kristendomen.

De flesta svenska högtider har enligt samma mönster ett förkristet ursprung (se jul, lucia, valborg, midsommar).

## Helgondagar
Många mindre högtider och marknadsdagar gavs namn efter helgon, för att ge intrycket av att dessa var kristna högtider. Exempel på detta fenomen är Gregoriemarknaden, Mickelsmäss, Mårtensafton och Lucia.
Försök gjordes även under medeltiden att kristianisera midsommarfirandet genom att göra om det till Johannes döparens dag. Detta försök misslyckades i Sverige och Finland, men lyckades i till exempel Norge och Danmark (se Sankt Hans). I Norge och Danmark försvann i stort sett midsommarfirandet efter att det omvandlats till en helgondag.

## Kyrkoplatser, kyrkobyggnader och socknar
Andra exempel på fenomenet är att kyrkobyggnader ofta placerades på redan existerande förkristna kultplatser, se exempelvis Gamla Uppsala och Vendels kyrka. Även socknarna i Uppland anses vara redan existerande förkristna geografiska enheter, som kyrkan övertog efter kristendomens införande (medan socknarna i andra delar av landet bildades bland annat baserat på var tidiga gårdskyrkor hade byggts av stormän). Ytterligare exempel är de norska stavkyrkorna, som uppvisar en förkristen hednatempelarkitektur (se Uppåkratemplet), trots att de byggts som kristna kyrkor. Ytterligare exempel är Hemse stavkyrka.

## Sociala institutioner
Även sociala institutioner som äktenskap och begravning existerade innan kristendomens införande, men stöptes om till kristna seder.